# Hadeaci
Hadeaci (în ucraineană Гадяч) este orașul raional de reședință al raionului Hadeaci din regiunea Poltava, Ucraina. În afara localității principale, nu cuprinde și alte sate.

## Demografie
Componența lingvistică a orașului Hadeaci
     Ucraineană (95,28%)
     Rusă (4,3%)
     Alte limbi (0,26%)
Conform recensământului din 2001, majoritatea populației orașului Hadeaci era vorbitoare de ucraineană (95,28%), existând în minoritate și vorbitori de rusă (4,3%).